# 少荃体育中心
少荃体育中心，位于合肥市瑶海区，是一个以体育馆为核心的体育主题商业综合体，涵盖体育馆、户外体育公园长空公园、花园里运动潮流主题街区、花园里体育配套商业MALL四大特色空间，总建筑面积约12万平方米，于2023年12月23日启用。

## 体育馆
少荃体育中心体育馆建筑面积约7.3万平米，地上+地下共计6层，馆内设计为U型看台，馆内场地净尺寸为70X40米，固定坐席数量为9558座，是目前合肥市体量最大、功能性最全的甲级体育馆。
该体育馆由悉地国际倾力打造，整座场馆拥有国内领先的功能设计和智能化配置、包括体育馆、训练馆等组合规划、全自动升降端屏、行业领先的U型三面看台设计、安徽唯一的CBA标准可拆卸木地板场馆、约200吨安徽吊重最大的体育场馆。可承办国际性赛事和赛会制比赛，也可为大型商业演出、大型演艺活动等提供高规格服务。

## 举办活动

### 演唱会
| 时间                                   | 歌手       | 演出名                               | 场数 |
| 2024                                   | 2024       | 2024                                 | 2024 |
| -------------------------------------- | ---------- | ------------------------------------ | ---- |
| 2024年1月1日                           | 郎朗、李健 | 郎朗和他的朋友们音乐会               | 1    |
| 2024年1月6日                           | 马思唯     | 黑马季节Dark Horse Season巡回演唱会  | 1    |
| 2024年2月2日－3日                      | 小沈阳     | 我不！是歌手巡回演唱会               | 2    |
| 2024年4月13日                          | 告五人     | 第一次新世界巡回演唱会「宇宙的有趣」 | 1    |
| 2024年4月20日                          | 刘宇       | 起承转合巡回演唱会                   | 1    |
| 2024年5月18日－19日                    | 任贤齐     | 齊跡2024巡回演唱会                   | 2    |
| 2024年8月31日                          | 海来阿木   | 不如见一面巡迴演唱會                 | 1    |
| 2024年9月15日                          | 梁靜茹     | 當我們談論愛情 20週年世界巡迴演唱會  | 1    |
| 2024年9月21日                          | 周兴哲     | Odyssey～旅程世界巡回演唱会          | 1    |
| 2024年10月3日                          | 周华健     | 少年侠客巡回演唱会                   | 1    |
| 2024年11月9日                          | 汪峰       | 灿烂的你巡回演唱会                   | 1    |
| 2024年11月23日－24日                   | 陶喆       | Soul Power II 世界巡迴演唱會         | 2    |
| 2025                                   |            |                                      |      |
| 2024年12月27日－29日 2025年1月3日－5日 | 陈奕迅     | Fear and Dreams世界巡迴演唱会        | 6    |
| 2025年1月18日                          | 刘若英     | 飞行日巡回演唱会                     | 1    |
| 2025年4月19－20日                      | 王心凌     | Sugar High 2.0世界巡迴演唱會         | 2    |
| 2025年6月21日                          | 毛不易     | 「冒險精神」巡迴演唱會               | 1    |

## 交通

### 轨道交通
- 综保区站： █ 4号线

### 公交
- 人才公寓站：681路、686路、M402路上午线、M402路下午线、T43路